# Сонячна енергетика Польщі

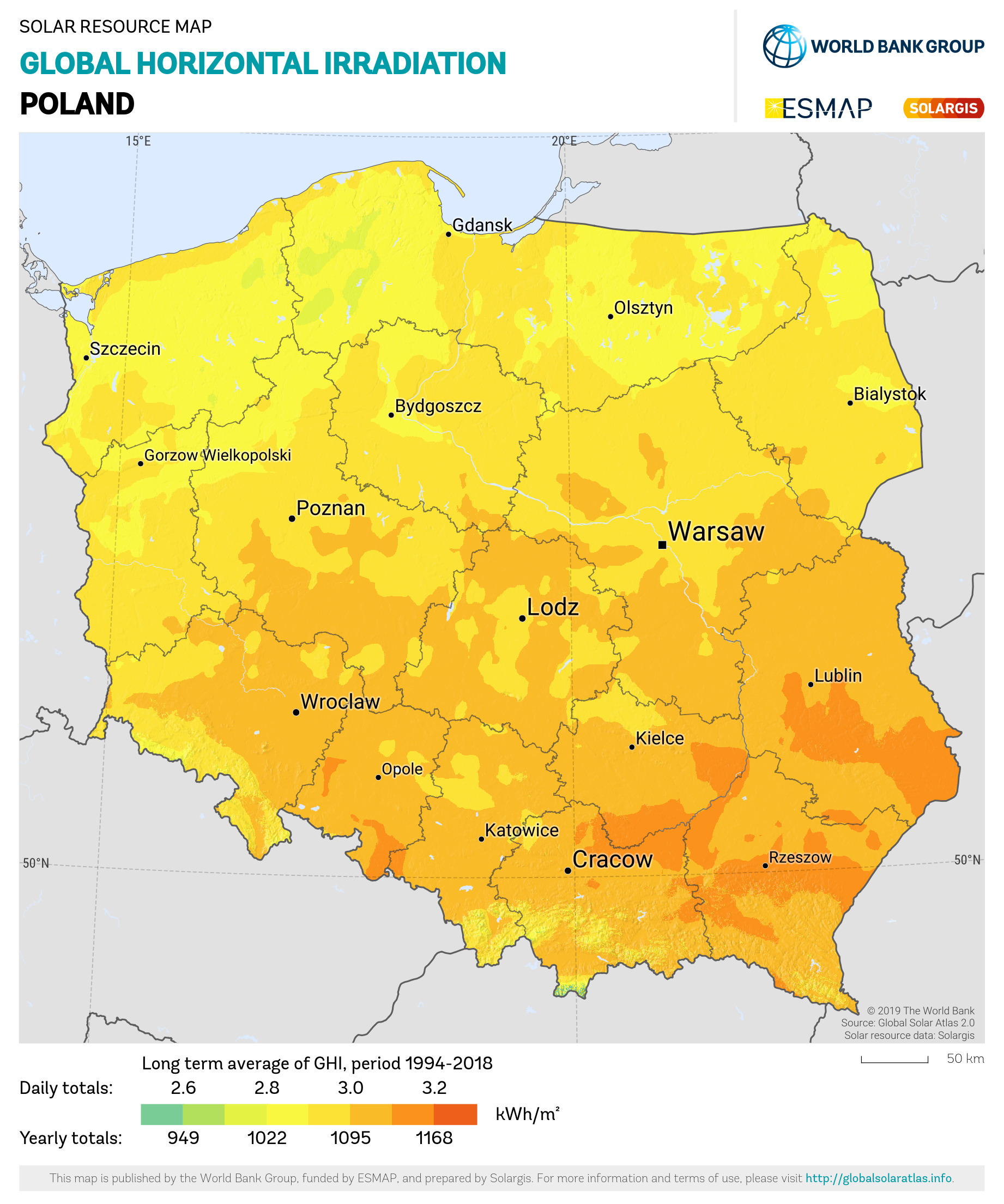
Сонячний потенціал Польщі

Сонячна енергетика в Польщі — це новий сектор відновлюваної енергетики. Тоді як фотовольтаїка перебуває в зародковому стані, неелектричні геліотермальні пристрої вже перебувають у широкому вжитку і станом на кінець 2012 року площа поверхні сонячних колекторів становила близько 1,2 млн м². Це відповідає приблизно 848 МВттеп теплової енергії (зростання на 19 % в порівнянні з 2011 роком). За встановленою потужністю сонячні колектори посідали друге місце, після теплових систем на біомасі, серед джерел «зеленого тепла» в Польщі. У 2012 році Польща посідала друге місце за обсягом продажів пристроїв із сонячними колекторами серед європейських країн (у 2011 році — четверте).
За даними польського Інституту відновлюваної енергетики, загальна встановлена потужність фотовольтаїки станом на вересень 2014 року становила приблизно 6,6 МВт. Станом на 1 січна 2018 року, сумарна потужність всіх сонячних станцій у Польщі становила 282,2 МВт. При цьому 62% встановленої потужності сонячних станцій у Польщі складають саме малі станції (до 40 кВт), і лише 38% – це потужності комерційних станцій (> 40 кВт).
Список фотовольтаїчних систем у Польщі зі встановленою потужністю понад 20 кВт:
- 2,0 МВт Чесанів (станом на листопад 2014 року на стадії будівництва);
- 1,84 МВт Кольно;
- 1,64 МВт Гданськ;
- 1,5 МВт Ґубін;
- 1,0 МВт Вершославіце;
- 311 кВт Руда-Шльонська;
- 100 кВт Польковіце, NG2;
- 82 кВт Лодзь, Шпиталь для спеціалістів воєводства;
- 80,5 кВт Бидгощ, Frosta;
- 71.76 кВт Явожно, Святилище Матері божої довічної допомоги в Яворні[pl];
- 54 кВт Варшава, Центр з фотовольтаїки на Факультеті екологічної інженерії Варшавської політехніки;
- 40 кВт Богуміловіце;[7]
- 21,42 кВт Рибник;
- 20 кВт Ряшів, Вища школа права і адміністрації;
- 20 кВт Варшава, посольство Японії[pl].

Загальна потужність електростанцій на фотовольтаїці приєднаних до мережі станом на 2012 рік була близько 1,290 МВт. Зелений інститут підтримує розвиток сонячної енергетики в Польщі й проводить кампанію «Energy Democracy».